# Heimvolkshochschule Falkenstein
Die Heimvolkshochschule Falkenstein – Institut für gesellschaftliche und politische Bildung – betrieb zwischen 1961 und 1977 eine Einrichtung der Erwachsenenbildung, die ihre Bildungsveranstaltungen überwiegend in Gestalt mehrtägiger oder mehrwöchiger Kurse bei gemeinsamer Unterbringung und Verpflegung (Internatsform) – wie die übrigen Heimvolkshochschulen (HVHS) – anbot. Um eine „lernfördernde Distanz zu den Belastungen des beruflichen und privaten Alltags“ zu gewährleisten, sind Heimvolkshochschulen im Unterschied zu den örtlichen Volkshochschulen häufig im ländlichen Raum abseits der großen Städte angesiedelt. Deshalb warb die HVHS Falkenstein damit, dass ihr Gebäude 430 m hoch abseits aller Durchfahrtsstraßen im Luftkurort Falkenstein liege. Sie veranstaltete einwöchige Grundlehrgänge, mehrwöchige Fortbildungskurse, Wochenendseminare über Einzelfragen sowie Bildungsfreizeiten. Außerdem fanden Gasttagungen statt.
Für die Professionalisierung der deutschen Volkshochschulen haben die sogenannten Falkensteinseminare als Berufseinführungen zwischen Ende der 1950er und bis Anfang der 1970er Jahre eine nahezu legendäre Bedeutung, weil sie für eine Generation an hauptamtlichen pädagogischen Mitarbeitenden (HPM) an Volkshochschulen sowohl eine initiierende als auch eine gemeinschaftsstiftende Funktion hatte. Hans Tietgens hatte hier als Leiter der Pädagogischen Arbeitsstelle des Deutschen Volkshochschulverbandes im nahe Falkenstein gelegenen Frankfurt am Main eine große Bedeutung bei der Planung und Durchführung dieser Falkensteinseminare. Viele Teilnehmende an den Seminaren berichten noch nach Jahrzehnten von den persönlichen und inspirierenden Begegnungen mit Tietgens in Falkenstein.

## Zweck, Ziel und Selbstverständnis der Einrichtung
Nach ihrem selbst formulierten Auftrag sah sich die Heimvolkshochschule so: Die Heimvolkshochschule Falkenstein möchte den jeweiligen gesellschaftlichen Standort der Teilnehmer und die von ihm geprägten Denkmuster und Betrachtungsweisen in ihren geschichtlichen und gesellschaftlichen Vermittlungen und Verflechtungen mit dem politischen Geschehen ins Bewusstsein heben. Dabei soll Verständnis für den Kompromißcharakter der Demokratie in einer konfliktbestimmten pluralistischen Gesellschaft geweckt und die Erkenntnis vermittelt werden, dass Opposition und Protest ebenso staatsbürgerlichen Tugenden entspringen können wie Mitarbeit in jeweils regierenden Parteien und staatstragenden Verbänden.

## Aufgabenzuweisung nach dem Volkshochschulgesetz 1970
Die Heimvolkshochschule Falkenstein der Adolf-Reichwein-Stiftung hatte ab 15. Mai 1970, dem Tag des Inkrafttretens des in Hessen geltenden Volkshochschulgesetzes, als Bildungseinrichtung die Aufgabe, „den Teilnehmern ihrer Veranstaltungen die Aneignung von Kenntnissen und Fertigkeiten für Leben, Beruf und gesellschaftliche Tätigkeiten zu ermöglichen. Ihr Bildungsangebot wandte sich an alle Erwachsenen und Heranwachsenden, die ihr Wissen und ihre Bildung erweitern wollen und durch Weiterlernen eine ständige Auseinandersetzung mit den Veränderungen auf allen Gebieten des gesellschaftlichen Lebens erstreben“ (Zweckbestimmung nach § 1 Volkshochschulgesetz-VHG.

## Trägerschaft: Adolf-Reichwein-Stiftung
Träger war die Adolf-Reichwein-Stiftung, eine überkonfessionelle und überparteiliche gemeinnützige privatrechtliche Stiftung. Der Vorstand der Stiftung bestand aus sechs Mitgliedern. Ihm gehörten an: der Hessische Kultusminister und zwei weitere von ihm benannte Mitglieder sowie der erste Vorsitzende des Hessischen Lehrerverbandes e. V. und die beiden stellvertretenden Vorsitzenden. Partner der Stiftung waren das Land Hessen und der Hessische Landesverband für Erwachsenenbildung e. V.

## Leiter der Heimvolkshochschule
- 1961–1962 Albrecht Kaden,
- 1962–1963 Gerhard Schlott,
- 1963–1965 Horst Ruprecht,
- 1965–1969/77 Dietrich Sperling (ab 1969 Mitglied des Bundestages)[9]
- 1969–1977 kommissarisch Walter Buschmann

## Arbeitsplan
Der Arbeitsplan der Heimvolkshochschule umfasste:

1. Bildungsfragen der Gegenwart

Aufgaben und Probleme unseres Bildungswesens, Zeit- und kulturkritische Fragen 

2. Politisch-historische Themen

Fragen der staatlichen, gesellschaftlichen und rechtlichen Ordnungen, Die geistigen und ideologischen Kräfte des 19. und 20. Jahrhunderts, Zeitgeschichte und Gegenwartsprobleme, Auslandskunde

3. Wirtschaftlich-soziale Themen

Fragen der Wirtschaftsordnungen, Probleme staatlicher und zwischenstaatlicher Wirtschafts- und Sozialpolitik

4. Deutschlandkunde für Ausländer.

5. Sonderprogramme, abgestellt auf die Interessen ausländischer Besucher in Zusammenarbeit mit Bildungseinrichtungen der jeweiligen Heimatländer.
Die Themen wurden in Referaten, Diskussionen und Arbeitsgruppen erarbeitet. In Falkenstein tagte 1964 der Club Berufstätiger Frauen, und Unteroffiziere setzten sich mit dem Nationalsozialismus auseinander.  In den Jahren von 1967 bis 1969 fanden hier auch Begleitveranstaltungen, insbes. die Schluss-Kolloquien für das Funk-Kolleg zum Verständnis der modernen Gesellschaft und die Prüfungen zum Erwerb eines wissenschaftlichen Gutachtens auf Grund besonderer Leistungen in den einzelnen Semestern des ersten Funk-Kollegs statt (eine Voraussetzung zur Zulassung zur Begabtenprüfung für die Zulassung zum Hochschulstudium ohne Reifezeugnis). „Mit welchen Tricks arbeiten die Lehrer“ hieß 1973 ein Seminar für Schüler.

## Teilnehmerkreis
An den frei ausgeschriebenen Veranstaltungen konnte jeder Interessierte, der über 16 Jahre alt war, teilnehmen. Anmeldungen erfolgten über die örtlich zuständigen Volkshochschulen in Hessen. Zu geschlossenen Lehrgängen luden die Heimvolkshochschule oder die jeweilige Veranstalter ein. Die Programme wurden von den hauptamtlichen Lehrkräften der Heimvolkshochschule und Gastreferenten gestaltet.

## Politische Querelen

### Linke Kaderschmiede?
Die Heimvolkshochschule geriet 1975 durch einen Vorfall in die politische Auseinandersetzung im hessischen Landtag. Der CDU-Landtagsabgeordnete Walter Korn (* 1937, † 2005; MdL von 1970 bis 1999), Mitglied des Beirates der Adolf-Reichwein-Stiftung, hatte die Auslage eines Spendenaufrufs des Sozialistischen Büros in Offenbach auf einem Schriftenstand (Überschrift: „Zum Mitnehmen“) in der Heimvolkshochschule beanstandet. In der Sitzung des Stiftungsbeirates am 6. Oktober 1975 sei die Auslegung dieses Flugblattes in den Räumen der Heimvolkshochschule von dem Leiter des Hauses, Dietrich Sperling, MdB (SPD), ausdrücklich gebilligt worden. Dies machten MdL Korn und sein Kollege MdL Wolfgang Throll mit der CDU-Fraktion zum Gegenstand einer Großen Anfrage im Hessischen Landtag.
Das Protokoll der Beiratssitzung vom 6. Oktober 1975, die von dessen Vorsitzendem, dem SPD-Landtagsabgeordneten Rudi Rohlmann (* 1928, † 2004; MdL von 1958 bis 1962 und 1965 bis 1982), unterzeichnet ist, enthält folgende Formulierung: Beiratsmitglied Korn fragt nach einem in der 'Auslage' vorhandenen Spendenaufruf für Portugal, der aus 'Offenbach' kam und kritische Passagen zur Verfassungswirklichkeit enthielt. Herr Korn zitierte diese 'Passagen' und fragte, ob dies Material mit Billigung der Leitung der Heimvolkshochschule ausgelegt wurde. Herr Sperling erklärte: "Wir üben keine Zensur über dort ausgelegtes Material. Teilnehmer dürfen auslegen, was sie für richtig halten, es sei denn, es handele sich um kriminelle oder eindeutig verfassungswidrige oder verfassungsfeindliche Texte. Auslage und Hinweis auf von Teilnehmern mitgebrachtes Material seien nützlich, um den Unterricht von Wünschen der Teilnehmer zu entlasten, von ihnen für wichtig gehaltene aktuelle Probleme darstellen und diskutieren zu wollen.  — Die Landesregierung hat diesen Ausführungen des Herrn Bundestagsabgeordneten Dr. Sperling nichts hinzuzufügen.
In der Folgezeit wurden auf politischer Ebene Diskussionen über die Neuorientierung der Einrichtung geführt.

### Kampf zweier bildungspolitischer Giganten
Die sozial- und erziehungswissenschaftliche Biographieforschung sah in den beiden  Landtagsabgeordneten Korn (CDU) und Rohlmann (SPD) zwei zentrale Führungspersönlichkeiten der Erwachsenenbildung und wollte die Wechselwirkungen zwischen der Person und den gesellschaftlichen Strukturen transparenter machen, um festzustellen wie einzelne Biographieträger Teile der bildungspolitischen Realität verändert haben und wie sie an der Schaffung, aber auch der Abschaffung institutioneller Strukturen mitgewirkt haben.
„Wenn man die Lebensspanne Rohlmanns und Korns vom mittleren Erwachsenenalter bis zum Tod in den Blick nimmt, so erlangt man die – zunächst trivial wirkende – Einsicht, dass die Akteure in unterschiedlicher Weise einen nachhaltigen Einfluss auf die Bildungspolitik des Landes ausgeübt, gleichsam tiefe bildungspolitische Spuren in der Weiterbildungslandschaft hinterlassen und in ihrer berufsbiographischen Generativität über die Gegenwart hinaus sogar Wegmarken für eine erstrebenswerte Weiterbildungspolitik der Zukunft gesetzt haben.“

## Nachfolgeeinrichtungen

### Untergang der Heimvolkshochschule 1977 und HEF
Die Adolf-Reichwein-Stiftung löste sich 1977 auf. Neuer Träger der Einrichtung war das Land Hessen (Hessische Erwachsenenbildungsstätte Falkenstein – HEF). Diskussionen über die Neuorientierung der Einrichtung wurden weiterhin geführt, auf politischer Ebene wurde die Schließung gefordert.

### Pädagogisches Institut bis zur Schließung des Hauses 2001
1997 werden im Zuge der Neuorganisation verschiedener Institute (Lehrerfortbildung, Bildungsplanung und Schulentwicklung, Landesbildstelle) sechs Pädagogische Institute gegründet, eines davon war das Pädagogische Institut in Falkenstein (Teil des Hessischen Landesinstituts für Pädagogik – HeLP). 2000 wurde Einrichtung nochmals renoviert, zum Ende des Jahres 2001 aber geschlossen.

## Lage, Unterkunft und Gebäude

### Lage
Das Institut lag am Hang des Reichenbachtals und bot freien Ausblick auf die Bergkuppen des Taunus. Die 16 Einzel- und 16 Doppelzimmer des Hauses, ein großer Tagesraum, mehrere Arbeitsräume, ein Hörsaal mit Filmvorführanlage und eine gut ausgestattete Bibliothek boten alle Voraussetzungen für eine erfolgreiche Arbeit aber auch für Entspannung und Erholung.

### Gebäude
Die Grundsteinlegung für das Gebäude erfolgte am damaligen Nationalfeiertag, dem 17. Juni 1959, nach dem Pioniere der Bundeswehr das Gelände planiert hatten; am 28. November 1960 wurde die Heimvolkshochschule als Bildungsstätte der Adolf-Reichwein-Stiftung gegründet und am 26. April 1961 durch den Hessischen Minister für Erziehung und Volksbildung Ernst Schütte eingeweiht.
1986 feiert die Einrichtung ihr 25-jähriges Bestehen. Das Haus wurde erweitert und umgebaut. 1990 wird das Haus erneut renoviert. Das Land Hessen wandte erhebliche Mittel auf (1994 z. B. einen Landeszuschuss von rd. 1,5 Mio DM).

## Leerstand ab 2001, Bebauungsplan 2014 und Abriss 2020
Gelände und Gebäude gehören nach wie vor dem Land Hessen, das Gebäude stand seit 2001 –  die Einrichtung feierte in diesem Jahr ihr 40-jähriges Jubiläum – leer und auch das Gelände wurde nicht genutzt. Bereits 2005 fasste die Stadtverordnetenversammlung der Stadt Königstein im Taunus den Aufstellungsbeschluss für einen Bebauungsplan; im Februar 2014 den Beschluss über die Offenlegung des Bebauungsplanes für den hinteren am Wald gelegenen Teil des Falkensteiner Reichenbachwegs. Auf Grund des Plans soll auch das Gelände der ehemaligen Heimvolkshochschule und des nachmaligen Pädagogischen Instituts zu einem Villengebiet werden. Es soll in acht Grundstücke unterteilt werden, die jeweils mit zwei Wohneinheiten (Villen mit Einliegerwohnung) bebaut werden dürfen; Mindestgröße der Grundstücke soll 1200 m² sein. Inzwischen war die Liegenschaft stark eingewachsen und durch Vandalismus stark beschädigt. Im Mai 2020 wurde das Gebäude abgerissen.